# Leptactina platyphylla
Leptactina platyphylla là một loài thực vật có hoa trong họ Thiến thảo. Loài này được (Hiern) Wernham mô tả khoa học đầu tiên năm 1913.